# Rhipha uniformis
Rhipha uniformis là một loài bướm đêm thuộc phân họ Arctiinae, họ Erebidae.